# Рибалівка
Риба́лівка — село в Україні, у Молочанській міській громаді Пологівського району Запорізької області. Населення становить 189 осіб. До 2020 орган місцевого самоврядування - Долинська сільська рада.

## Географія
Село Рибалівка розташоване на лівому березі річки Молочна, вище за течією на відстані 1,5 км розташоване село Долина, нижче за течією на відстані 1 км розташоване село Любимівка, на протилежному березі — село Старобогданівка (Мелітопольський район). Річка в цьому місці звивиста, утворює лимани, стариці та заболочені озера. Через село проходить автомобільна дорога Р85, поруч проходить залізниця, станція Світлодолинська за 4 км.

## Історія
- 1804 — дата заснування як села Фешау.
- До 1871 року Фешау входило в Молочанський менонітський округ Бердянського повіту.[1]
- У 1945 році перейменоване в село Рибалівка.
- 12 червня 2020 року, відповідно до Розпорядження Кабінету Міністрів України від № 713-р «Про визначення адміністративних центрів та затвердження територій територіальних громад Запорізької області», увійшло до складу Молочанської міської громади.[2]
- 19 липня 2020 року, в результаті адміністративно-територіальної реформи та ліквідації Токмацького району, селище увійшло до складу Пологівського району.[3]

## Населення

### Мова
Розподіл населення за рідною мовою за даними перепису 2001 року:
| Мова       | Кількість | Відсоток |
| ---------- | --------- | -------- |
| українська | 149       | 78.84%   |
| російська  | 40        | 21.16%   |
| Усього     | 189       | 100%     |